# Francisco G. Sada
Francisco de Paula Guadalupe Sada Muguerza (12 de diciembre de 1856 - 31 de marzo de 1945) fue un empresario e industrial mexicano, cuñado del empresario Isaac Garza Garza y miembro del Grupo Monterrey.

## Biografía
Nació en Monterrey, Nuevo León, el 12 de diciembre de 1856, y fue bautizado 6 días después, siendo el tercero de los 13 hijos del licenciado Francisco Sada Gómez y de doña María del Carmen Muguerza Crespo, hermana mayor del también empresario José A. Muguerza. Estudió en Monterrey y en Matamoros, Tamaulipas, siendo en esta última donde muy joven inició su actividad comercial como empleado de la Casa Importadora de don Francisco Armendáriz. A los 22 años se trasladó a Chihuahua donde comenzó a trabajar en la firma J. González Treviño Hmnos., la cual sería determinante en el desarrollo de la Comarca Lagunera.
En 1880 se estableció en Saltillo, Coahuila, donde además de sus negocios personales, atendía otros relacionados con la Casa Calderón de Monterrey. Tras la muerte de su padre, Francisco G. Sada se integró en agosto de 1894 como Gerente General de Cervecería Cuauhtémoc de la cual ya era socio desde 1891, y había sido uno de los fundadores de la misma, además de que desde su puesto dirigió y coordinó a la empresa con toda su capacidad y experiencia, sentando las bases de su expansión industrial; también intervino en las fundaciones y consejos de administración de la Fundidora de Fierro y Acero de Monterrey y de Vidriera Monterrey.
Don Francisco G. Sada falleció en Monterrey el 31 de marzo de 1945.

## Matrimonio y descendencia
Don Francisco G. Sada contrajo matrimonio con Mercedes García Fuentes (1868-1936), originaria de Saltillo, Coahuila, el 25 de abril de 1882. La pareja procreó 17 hijos, casi todos ellos propiciadores de una u otra forma del progreso industrial regiomontano y del desarrollo urbano de Monterrey:
- Luis Trinidad G. Sada García (8 de junio de 1884 - 5 de septiembre de 1941), casado con Ana María Gorostieta Velarde, hermana del general Enrique Gorostieta Velarde e hija del abogado Enrique Gorostieta González ; la pareja tuvo 2 hijos: Luis y Yolanda Sada Gorostieta.
- Roberto G. Sada García (7 de octubre de 1885 - 18 de septiembre de 1975), casado con Mercedes Treviño García, procrearon 3 hijos: Lydia, Roberto y Adrián Sada Treviño.
- José Rodrigo Encarnación G. Sada García nacido en 1887.
- Guillermo Sada García (28 de octubre de 1888 - 11 de marzo de 1948), casado con Francisca Stockwell Palacios.
- Javier G. Sada García, nacido hacia 1891.
- Lorenzo G. Sada García (27 de junio de 1892 - 17 de septiembre de 1966), casado con María Muguerza Lafón, hija de José A. Muguerza, tuvieron 4 hijos: Patricio, María, Gloria y Magdalena Sofía Sada Muguerza.
- Francisco Leonides Sada García, nacido el 8 de agosto de 1893.
- Francisco G. Sada García (3 de agosto de 1894 - 15 de agosto de 1969), casado con Irma Beatriz Lambreton Rodríguez, tuvieron 7 hijos: Gabriel, Irma, Daniel, Socorro, Ana María, Isidro y María Luisa Sada Lambretón.
- Mercedes Sada García (19 de mayo de 1895 - 19 de abril de 1975), casada con Fidel Martínez Castilla.
- Fernando G. Sada García (12 de julio de 1896 - 28 de junio de 1933), casado con Esther Malacara Flores, tuvieron 3 hijos: Esther, Martha y Fernando Sada Malacara.
- Margarita G. Sada García (23 de julio de 1897 - 25 de enero de 1983), casada con su primo Roberto Garza Sada, hermano de don Eugenio Garza Sada, tuvieron 5 hijos: Roberto, Margarita, Dionisio, Bernardo y Armando Garza Sada.
- María G. Sada García, nacida el 23 de julio de 1899.
- Diego G. Sada García (18 de agosto de 1900 - 2 de octubre de 1976), casado con María de los Ángeles Zambrano Urtiaga, tuvieron 2 hijos: Diego y Sylvia Sada Zambrano.
- Andrés G. Sada García (8 de enero de 1902 - 24 de abril de 1986), casado con Beatriz Zambrano Urtiaga, tuvieron 6 hijos: Andrés Marcelo, Gertrudis, Rogelio, Gerardo, Beatriz y Lucía Sada Zambrano.
- María Teresa G. Sada García, nacida alrededor de 1905.
- Salvador G. Sada García, nacido alrededor de 1908.
- Camilo G. Sada García (16 de junio de 1910 - 17 de mayo de 1998) contrajo matrimonio en 3 ocasiones:
  - Con Laura Cantú Sada García, con quien tuvo 2 hijas: Carolina y Diana Sada Cantú.
  - Con Carlota Gómez, con quien tuvo 4 hijos: Thelma, Camilo, Rodrigo y Guillermo Sada Gómez.
  - Con Bertha Rodríguez, con quien no tuvo hijos.